# 祿康
宗室祿康（穆麟德轉寫：uksun lukʽang，1756年—1815年），滿洲正藍旗人，清朝宗室、官员，曾任刑部尚書。
笔帖式出身。曾任左都御史。嘉慶六年（1801年）正月壬午，接替傅森，擔任兵部尚書。嘉慶六年（1801年）二月癸酉，接替成德，擔任刑部尚書，后專辦步軍統領事。由德瑛接任。嘉庆九年（1804年）以户部尚书协办大学士，十一年（1806年），授东阁大学士，管理户部。十五年（1810年），加太子少保，次年降职。十六年五月緣事拔去花翎一併革去太子少保銜大學士内大臣吏部事務步軍統領稽察，欽奉上諭事件處經筵講官閱兵大臣戶部三庫事務崇文門監督國史館總裁稽察右翼宗學事務西洋四堂事務，授正黃旗漢軍副都統，六月管理圓明園八旗內務府三旗事務，十七年十一月授鑲白旗蒙古都統，十八年四月授熱河都統，本月因身素有病仍留京署理正白旗漢軍都統，本年六月授正黃旗漢軍都統，本年十月緣事革去都統賞給四品頂戴以副理事官用，本月緣事革去四品頂戴副理事官移駐盛京，十九年四月授主事，賞給四品頂戴，協管移駐盛京宗室事務，廿年四月降爲七品筆帖式。嘉庆廿年乙亥十二月十六日辰時卒，年六十。嫡妻瓜爾佳氏，郎中多隆武之女；继妻西魯特氏，副都統永安之女；妾王氏，王升之女。一子忠秀，早夭无嗣。承继子耆英。

忠秀（1773-1774）东阁大学士禄康，嫡母瓜尔佳氏。乾隆三十八年七月二十五日生，乾隆三十九年十一月二十四日卒，年二。